# عنکبوت‌کش نوک‌دراز
عنکبوت‌کُش نوک‌دراز (نام علمی: Arachnothera robusta) گونه‌ای از پرندگان خانواده شهدخواران است که در برونئی، اندونزی، مالزی و تایلند یافت می‌شود. زیستگاه‌های طبیعی آن جنگل‌های جلگه‌ای نمناک نیمه‌گرمسیری یا گرمسیری و جنگل‌های کوهستانی نمناک نیمه‌گرمسیری یا گرمسیری است.